# (33103) Pintar
(33103) Pintar est un astéroïde de la ceinture principale.

## Description
(33103) Pintar est un astéroïde de la ceinture principale. Il fut découvert le 27 décembre 1997 à l'observatoire Goodricke-Pigott par Roy A. Tucker. Il présente une orbite caractérisée par un demi-grand axe de 2,42 UA, une excentricité de 0,15 et une inclinaison de 8,4° par rapport à l'écliptique.

## Compléments